# La Mé
La Mé és una regió del sud-est de Costa d'Ivori que està situada al nord del districte d'Abidjan. La seva capital és la ciutat d'Adzopé. Forma part del districte de Lagunes juntament amb les regions d'Agnéby Tiassa i de Grans Ponts. El 2015 tenia una població estimada de 514.700 habitants. La regió de La Mé rep el seu nom del riu de La Mé i es va formar el 2011; fins aquell moment havia format part de la gran regió d'Agnéby. La regió de La Mé té una superfície de 8.237 km².

## Situació geogràfica i regions veïnes
Situada al sud-est de Costa d'Ivori, la regió de la Me limita al nord amb Indénié Djuablin, al nord-oest amb Moronou, al sud-oest amb Agneby-Tiassa i el districte d'Abidjan i al sud-est amb la regió de Comoé Meridional.

## Demografia

### Etnologia i llengües
- A la regió de la Mé hi viuen els attiés, que parlen la llengua attié. Viuen a les subprefectures d'Adzopé, d'Affery, d'Agou i de Yakassa-Attobrou.[4]

## Departaments i municipis
Adzopé, Akoupé, Alépéi Yakassé-Attobrou són els quatre departaments de la regió de La Mé. Aquesta té sis municipis: Adzopé, Agou, Akoupé, Affery, Alépé i Yakassé-Attobrou. A més a més, la regió està subdividida en 17 sots prefectures: Adzopé, Agou, Assikoi, Annépé, Yakassé-Mé, Bécédi Brignan, Akoupé, Afféry, Bécouéfin, Alépé, Oghiwapo, Aboisso Comoé, Allonso, Danguira, Yakassé-Attobrou, Biéby i Abongoua.

## Economia
Gran part de les ciutats i sots prefectures de La Mé disposen de mercats grans o mitjans. Als municipis d'Adzopé i d'Akoupé hi ha indústries importants de transformació de la fusta que donen feina a unes 3.500 persones. també cal destacar l'extracció d'oli de palma i altres indústries.
A les sots prefectures d'Assikoi i de Yakassé-Attobrou hi ha mines d'extracció d'or.
A banda de l'agricultura, també cal destacar els sectors de la ramaderia, la pesca i la piscifactoria.
La Mé és en una zona forestal que gaudeix d'una pluviometria abundant, cosa que la converteix en una regió agrícola. Els principals cultius de renta són el cafè, el cacau, l'hevea i l'oli de palma. Els principals cultius alimentaris són de mandioca i de banana.

### Turisme
Alguns dels atractius turístics més destacats són la llacuna de Potou, el llac d'Ingrakon, el bosc de bambú xinès de la ribera de Monnékoi i les muntanyes de Mafa-Mafou.

## Cultura
Els principals grups ètnics que hi ha a la regió són els akyés, els agnis i els gwes. Els primers celebren la festa de la generació i del nyam.